# Svanholmen

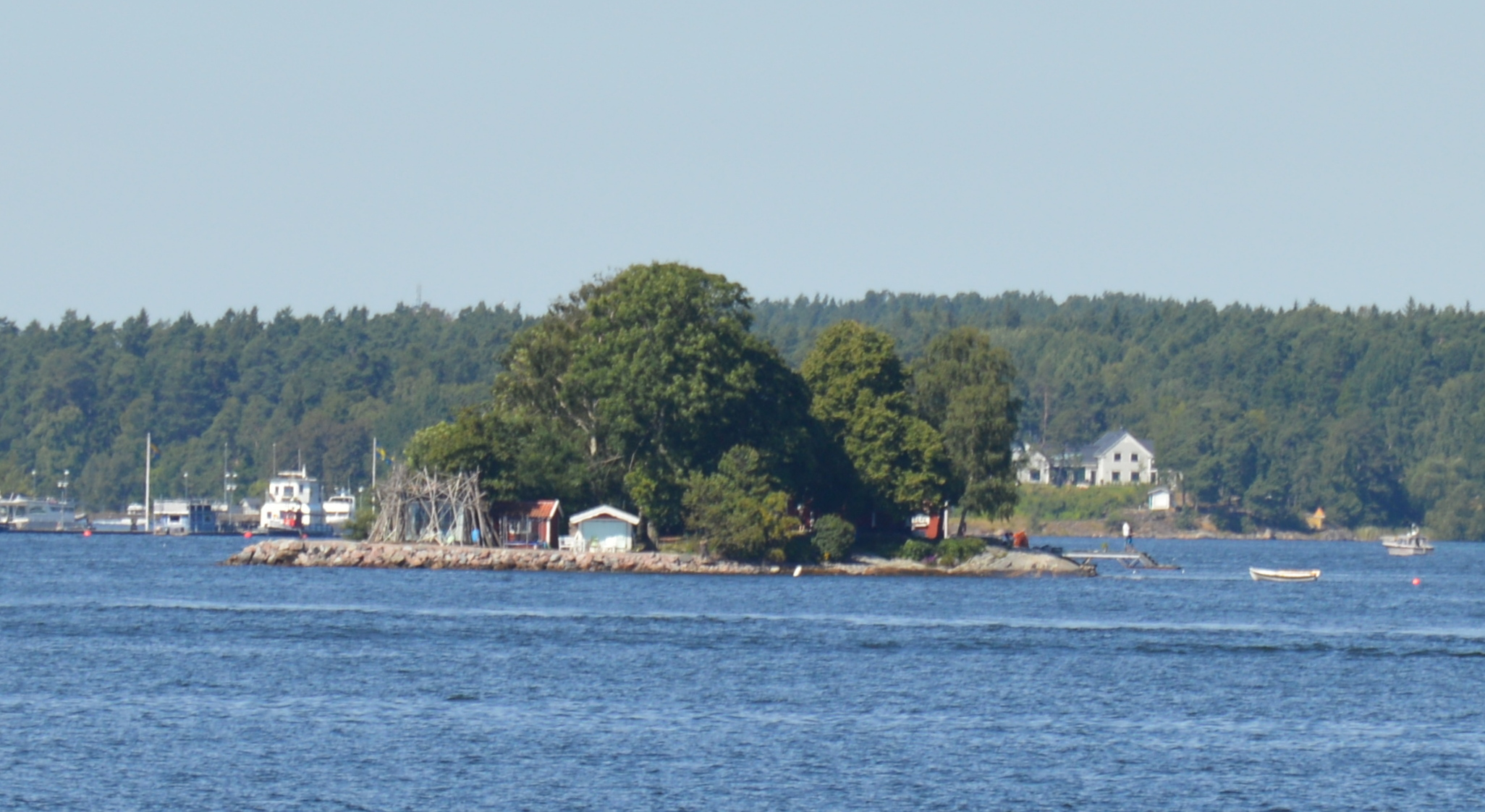
Svanholmen, Blick von Südosten

Svanholmen ist eine zu Schweden gehörende Insel im Stockholmer Schärengarten.
Die mit mehreren Gebäuden bebaute Insel gehört zur Gemeinde Lidingö. Südlich Svanholmens verläuft die Passage von der Ostsee nach Stockholm. Svanholmen erstreckt sich von Nordwesten nach Südosten über etwa 70 Meter, bei einer Breite von bis zu 40 Metern.